# ジェネレーション オブ カオス6
『ジェネレーション オブ カオス6』は、アイデアファクトリーより2012年6月28日発売されたPSP用シミュレーションRPG。
ジェネレーション オブ カオスシリーズとしては7年ぶりの新作（リメイク・移植を除く）で、スティングとアイディアファクトリーによる新ゲームブランド・スーパースティングの第一作。『週刊ファミ通』2012年7月5日号の新作ゲームクロスレビューにてゴールド殿堂入りを果たした。

## 登場人物

### 主人公
クロード
声 - 佐藤拓也
妹ユーリにかけられた呪いを解くために旅をする男。クラスは錬金術師（アルケミスト）。

### 味方キャラクター
ユーリ
声 - 藤田茜
クロードの妹。
ドミニク
声 - 後藤麻衣
クロード達の前に現れた羽をはやした少女。
オリヴィア
声 - 藤村歩
レジスタンス『薔薇の騎士団』のリーダーの女性。
モーガン
声 - 樋口智透
娘マルレーネと共に研究を続ける学者。
マルレーネ
声 - 稲川英里
モーガンの娘。
ライアン
声 - 大原崇
元王国騎士団の戦士。
サーシャ
声 - いのくちゆか
マーメイドの少女。灰の雨で汚染された湖に住んでいる。
マーロン
声 - 高口公介

ルーシー
声 - 足立友

### 敵キャラクター
ダルザード
声 - 樋口智透

ケローロ
声 - 蜂須賀智隆

ヒース
声 - 箭内仁

バスク
声 - 高口公介

フェドネス
声 - 最上嗣生

ロネット
声 - 北原知奈

レリィ・ララ
声 - 大原崇

アンジェリーナ
声 - 小橋知子

ディミトリ
声 - 阿部敦

シェリー
声 - 上田のりこ

デュラバン
声 - 蜂須賀智隆

ウィルドモア
声 - 加藤将之

ウィアド
声 - 最上嗣生

ゲイリー
声 - 菅原雅芳

ジェイコブ
声 - 菅原雅芳

ジュラ
声 - 小橋知子

観察者